# 小郡・筑紫野ニュータウン
小郡・筑紫野ニュータウン（おごおり・ちくしのニュータウン）は、福岡県小郡市北部及び筑紫野市南部に展開される、学校施設や商業施設を内包する大規模住宅地である。

## 概要
小郡市北部・筑紫野市南部は1970年ごろから都市化が始まり、1972年には当時の小郡町と筑紫野町が同時に市制を施行した。ニュータウン計画は福岡県種畜場、三沢ピクニックセンター付近の山林を開発し1972年から始まった。筑紫野市南部及び小郡市北部の丘陵地帯に住宅地を開発する計画でほぼ完成状態にあり、「美鈴の杜」、「美鈴が丘」、「あすみ」の一部の分譲を残すのみとなっている。
「美しが丘北」・「美しが丘南」・「光が丘」（筑紫野市）と「希みが丘」（小郡市）は東京急行電鉄、「美鈴が丘」・「美鈴の杜」・「あすみ」（小郡市）は西日本鉄道がそれぞれ開発・分譲を担当した。

## 交通

### 鉄道
- 西日本鉄道（西鉄）
  - 天神大牟田線：筑紫駅 - 津古駅 - 三国が丘駅
- 九州旅客鉄道（JR九州）
  - 鹿児島本線：原田駅- けやき台駅
  - 筑豊本線：原田駅

### 路線バス
- 西鉄バス二日市 - 17番（筑紫野ニュータウン線）が西鉄筑紫駅・JR原田駅とニュータウンを結んでいる。かつては西鉄バス佐賀による運行で西鉄三国が丘駅への路線もあったが廃止され、現在残る路線は大半が筑紫野市域内にある。
- 小郡市コミュニティバス - 小郡市が西鉄バス佐賀に委託して運行するコミュニティバスで、西鉄三国が丘駅や西鉄小郡駅・小郡市中心部とニュータウンを結ぶ。
- 自治会バス「ベレッサ号」 - 西鉄バス路線の廃止に伴い小郡市域の美鈴が丘・希みが丘の自治会が自主運行するバス。美鈴が丘・希みが丘と周辺の三国が丘駅・原田駅・その他公共施設や商業施設を結ぶ。無料。

### 道路
- 九州自動車道 最寄IC：筑紫野IC
- 国道3号
- 国道200号
- 福岡県道17号久留米基山筑紫野線
- 福岡県道53号久留米筑紫野線（旧道）
- 福岡県道88号久留米小郡線
- 福岡県道582号山口原田線
- 福岡県道603号原田停車場津古線

## 公共施設
- 筑紫野警察署原田交番
- 筑紫野消防署南出張所
- 筑紫南コミュニティセンター
- 筑紫野市立筑紫東小学校
- 筑紫野市立原田小学校
- 筑紫野市立筑紫野南中学校
- 小郡市立のぞみが丘小学校
- 小郡市立三国中学校
- 私立麻生学園小学校
- 筑紫野市側に高等学校用地が確保されていたが、開校には至らなかった。

他に各地区の公民館等。

## 商業施設
- シュロアモール筑紫野
- 筑紫野ベレッサ
- HIヒロセスーパーコンボ小郡店

## 近隣の主な住宅団地
- みくにの団地 - 小郡市津古。西鉄不動産により1969年より分譲
- みくにの東団地 - 小郡市三沢。1980年ごろより分譲
- 三国が丘 - 小郡市三国が丘（旧・三沢、横隈）。西日本鉄道により1985年ごろより分譲
- けやき台 - 佐賀県三養基郡基山町。旭化成により1990年ごろより分譲